# Wyverstone
Wyverstone – wieś w Anglii, w hrabstwie Suffolk, w dystrykcie Mid Suffolk. Leży 26 km na północny zachód od miasta Ipswich i 115 km na północny wschód od Londynu. Miejscowość liczy 370 mieszkańców.